# Manuel Sanchís Hontiyuelo
Manuel Sanchís Hontiyuelo, também conhecido como Manolo Sanchís (Madri, 23 de maio de 1965) é um ex-futebolista espanhol. Defendeu apenas um clube em sua carreira, o Real Madrid. Seu pai Manuel Sanchís também fez história no Real Madrid.

## Uma carreira ligada ao Real
Sanchís fez parte da célebre Quinta del Buitre, onde, além dele, se destacavam Rafael Martín Vázquez, Emilio Butragueño, Miguel Pardeza e Míchel.
Sua estreia nos Merengues se deu a 4 de novembro de 1983, quando, aos 18 anos de idade, atuou contra o Real Murcia. A partir daí, foram dezesseis anos de bons serviços prestados para o Real.
Sanchís, que conta com um espetacular número de 37 títulos em seu currículo, deu adeus ao Real e á carreira de jogador em 2001, aos 36 anos.

## Seleção
Sanchís estreou na Espanha em 1986, e deixou a Furia em 1992. Antes tinha defendido as Seleções Sub-23 e Sub-21.

## Títulos

### Pelo Real Madrid Castilla
- Segunda Divisão Espanhola: 1983–84

### Pelo Real Madrid
- La Liga: 1985–86, 1986–87, 1987–88, 1988–89, 1989–90, 1994–95, 1996–97, 2000–01
- Copa del Rey: 1988–89, 1992–93
- Copa da Liga Espanhola: 1985
- Supercopa de España: 1988, 1989, 1990, 1993, 1997
- UEFA Champions League: 1997–98, 1999–00
- UEFA Cup: 1984–85, 1985–86
- Copa Intercontinental: 1998

### Pela Seleção Espanhola
- Campeonato Europeu de Futebol Sub-21: 1986

### Individual
- Jogador do ano do Campeonato Espanhol - 1989/90